# 변훈 (1926년)
변훈(邊焄, 1926년 4월 12일 ~ 2000년 8월 29일)은 대한민국의 피아니스트 겸 작곡가 분야에서 모두 은퇴한 외교관 겸 정치인이며 대학 교수이다. 본관은 황주(黃州).

## 생애
1926년 함경남도 함흥시에서 태어났다. 1946년 피아니스트 첫 데뷔한 이후 1954년 연희대학교 정치외교학과를 학사 학위하였다. 1982년 이후 클래식 음악가 분야에서 사실상 은퇴한 그는 미국 샌프란시스코 총영사관 부영사, 파키스탄 총영사, 포르투갈 대리대사를 지냈다.
그는 한국 전쟁 당시 양명문이 작시한 시작품에 음을 붙여 대표작 〈명태〉를 작곡하였다.
그의 작품으로는 『명태』, 『낙동강』, 『떠나가는 배』, 『한강』, 『진달래꽃』, 『쥐』, 『님의 침묵』 등이 있다.

## 소속
- 前 포르투갈 대리대사
- 前 신민주공화당 외교안보행정특보위원
- 前 자유민주연합 외교안보특임위원

## 학력
- 함경남도 함흥 함남고등보통학교 졸업
- 연희대학교 정치외교학과 학사

## 가족 관계
- 부인 : 석은애(하프 연주가)
  - 슬하 2남 1녀

## 작곡한 가곡
- 〈명태〉
- 〈낙동강〉
- 〈떠나가는 배〉
- 〈한강〉
- 〈설악산아〉
- 〈쥐〉
- 〈님의 침묵〉
- 〈초혼〉